# Pacific Blue Airlines

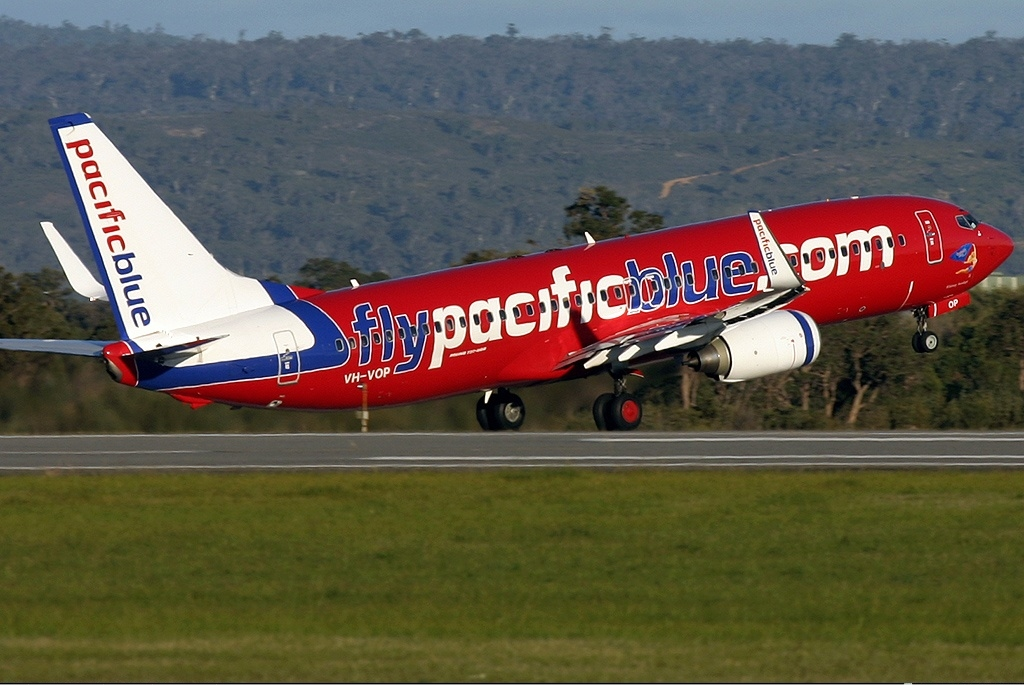
Un Boeing 737-800 de Pacific Blue de despegar del aeropuerto internacional de Perth

Pacific Blue es un subsidario perteneciendo enteramente a Virgin Blue que opera vuelos de bajo precio en el Pacífico Sur, predominantemente en rutas trans Mar de Tasman. La Aerolínea comenzó servicio entre Nueva Zelanda y Australia continental en el año 2003 en un esfuerzo de Virgin Blue para establecer un competidor bajo precio de precio de la región. 

## Destinos

### Oceanía
- Nueva Zelanda
  - Christchurch (Hub)
  - Auckland
  - Wellington
- Australia
  - Sídney
  - Canberra
  - Melbourne
  - Brisbane
- Tonga
  - Nuku'Alofa
- Islas Cook
  - Rarotonga

## Códigos
- iata: DJ
- icao: PBI
- calisign: Pacific